# Еладски период
Еладският период е съвременен термин от археологията и историята на изкуството, който обхваща бронзовата епоха (III – II хил. пр.н.е.) в континенталната част на днешна Гърция (Пелопонес, Атика и т.нар. Същинска Гърция). Въведен е, за да допълни термините, които описват приблизително същия период на о-в Крит (Минойска цивилизация) и Цикладските острови (Цикладска цивилизация). Хронологията на еладския период е тясно свързана с развитието на керамиката и се прилага основно към нея. Различните видове керамика могат да бъдат разделени на „ранна“, „средна“ и „късна“ керамика, отличаващи се със специфичен стил или произход. В някои случаи, в допълнение към относителната класификация по този показател, се използва и абсолютния метод на радиовъглеродната датировка.
Еладското общество и култура имат своите корени в неолитния период. По време на ранния еладски период се появяват методи за обработка на бронз (металургия), монументална архитектура и строеж на укрепления, йерархична организация на обществото и оживени контакти с останалите части на Егейско море. Тези черти се развиват допълнително по време на средния еладски период, забележителен с разпространението на минийска керамика и късния еладски период, когато настъпва разцвет на микенската цивилизация.
В творбите на древните поети и историци на Гърция този период обикновено се свързва с догръцките обитатели или т.нар. догръцки субстрат – термин, който често се асоциира или свързва с пеласгите, и по-рядко с други народи – минийци, кавкони, лелеги и др.

## Периодизация
Схемата „ранен“, „среден“ и „късен“ се прилага творчески: вместо да разделят „ранен“ на тромавото „ранен ранен“ и т.н. археолозите приемат конвенцията да използват I, II, III за второ ниво, A, B, C за трето ниво, 1, 2, 3 за четвърто ниво и отново A, B, C за пето ниво. Не всяко място на разкопки предоставя артефакти от всички нива. Еладският период се разделя на:
| Период            | Приблизителни дати               |
| ----------------- | -------------------------------- |
| Ранноеладски I    | 3200/3100 – 2650 г. пр. Хр.      |
| Ранноеладски II   | 2650 – 2200/2150 г. пр. Хр.      |
| Ранноеладски III  | 2200/2150 – 2050/2000 г. пр. Хр. |
| Средноеладски     | 2000/1900 – 1550 г. пр. Хр.      |
| Късноеладски I    | 1650 – 1500 г. пр. Хр.           |
| Късноеладски IIA  | 1550 – 1450 г. пр. Хр.           |
| Късноеладски IIB  | 1450 – 1400 г. пр. Хр.           |
| Късноеладски IIIA | 1400 – 1300 г. пр. Хр.           |
| Късноеладски IIIB | 1300 – 1190 г. пр. Хр.           |
| Късноеладски IIIC | 1190 – 1060 г. пр. Хр.           |

| Гробница до Микена, наречена от Шлиман Съкровищница на Атрей, 13 век пр. Хр. |
| Гробница до Микена, наречена от Шлиман Съкровищница на Атрей, 13 век пр. Хр. |

Според други автори периодът на II хилядолетие пр. Хр. в историята на Гърция е познат в науката с названията „Микенска“ или „Ахейска Гърция“. Първото акцентира върху ръководната роля на град Микена в този период. То е широко разпространено от германския археолог Хайнрих Шлиман, който пръв провежда археологически разкопки в Микена и Тиринт през 1874 – 1876 г. В по-скорошно време много историци предпочитат термина „Ахейска Гърция“, който по-цялостно и по-правилно характеризира епохата, защото около 13 – 12 век пр. Хр. съществуват множество други силни и независими царства в континентална Гърция като Пилос, Орхомен, Тиринт и др., но нито едно не успява да надделее над останалите.
Епонимът „ахейци“ е използван от Омир в епоса „Илиада“, като с него са обозначени племената в континентална Гърция. В редица хетски документи се говори за царство Ахиява на запад от Хетското царство.
Съществуват много спорове относно границите на тази епоха. Условно тя се разделя на 3 основни периода (на континента):
- Ранноеладски период (3000 – 2000 г. пр. Хр.)
- Средноеладски период (2000 – 1550 г. пр. Хр.)[6]
- Късноеладски период (1550 – 1100 г. пр. Хр.)

## Археологически обекти
Сред най-важните археологически обекти от еладския период в Гърция са Лерна, Микена, Маника, Тиринт, Пилос.